# 国旗団 (ドイツ社会民主党)

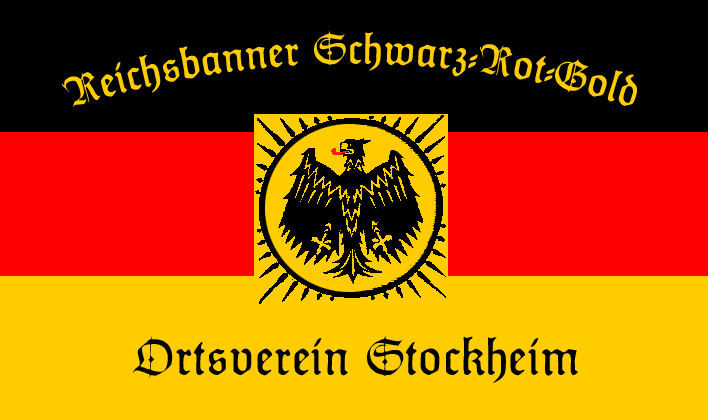
国旗団の団旗

国旗団 黒赤金（こっきだん くろあかきん、ドイツ語: Reichsbanner Schwarz-Rot-Gold）は、ヴァイマル共和政期の1924年にドイツ社会民主党(SPD)や中央党(Zentrum)、ドイツ民主党(DDP)が中心となって創設した準軍事組織。左右両派から体制転覆を狙われていたヴァイマル共和政を守護することを目的とする。国旗団は複数の政党により創設されたが、社民党との関係が特に深かったので社民党の準軍事組織とみなされていた。通常は「国旗団」とのみ言及される。

## 歴史

### 発足

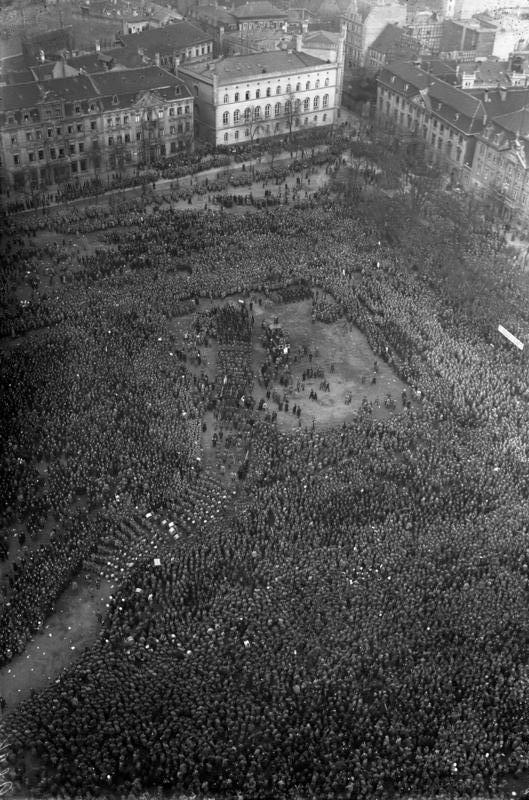
1925年2月22日のマクデブルクでの国旗団の集会。数十万人が参加したという。

ドイツ社会民主党(SPD)は第一次世界大戦末に起きたドイツ革命の中で1918年11月より政権を担っていたが、同政権は保守・右翼勢力およびドイツ共産党(KPD)など極左勢力から強い反発を受けていた。1920年には保守・右翼勢力がカップ一揆という反乱を起こした。社民党政権は国軍に命じてこれを鎮圧しようとしたが、右翼的信条を有するゼークト以下軍部は、反乱者たちを同志と見て反乱鎮圧を拒否した。そのため社民党政権はベルリンを捨てて逃亡することを余儀なくされたが、反乱軍が占拠したベルリンの労働者にゼネストを呼びかけて反乱軍の政治を機能不全に陥らせてその政権を崩壊させることでようやくベルリンに戻ることができた。この反省から社民党はヴァイマル共和政を支持する民主主義者から成る準軍事組織が必要との認識を強めた。そこでカップ一揆の直後にマクデブルクにおいて社民党青年組織を中心として民主党(DDP)なども参加した準軍事組織「共和主義的非常隊(Republikanische Notwehr)」が結成された。この組織が後に国旗団の中核となるが、これ以外にも各地でヴァイマル共和政防衛を目的とする準軍事組織が作られた。こうした各地の共和政防衛組織と「社民党護衛団（sicherheitsabteilung der SPD）」などの社民党集会警備部隊が国旗団の前身となる組織である。
1923年には国家社会主義ドイツ労働者党（NSDAP・ナチ党）の突撃隊（SA）や共産党の赤色戦線戦士同盟(RFB)などヴァイマル共和政を否定する右翼・左翼政党の準軍事組織が続々と武装蜂起を起こした（ナチ党はミュンヘン一揆、共産党はハンブルク一揆をそれぞれ起こす）。こうした不満分子からヴァイマル共和政を守るには、もっとしっかりした準軍事組織が必要と判断した社民党は、1924年2月22日に「共和主義的非常隊」を「国旗団」（Reichsbanner）に改組し、各地の共和政防衛組織をここに糾合した。
国旗団は社民党員だけで構成される準軍事組織ではなく、中央党左派（元首相ヨーゼフ・ヴィルト周辺の人々）や民主党員も参加していた。他にドイツ労働組合総同盟(ADGB)、ユダヤ人前線兵士同盟、社会主義労働者青年同盟、ベルリン民主主義青年同盟、自由ドイツ青年団、ウィンドホルスト同盟などに支えられていた。
ただし隊員の大多数は社民党系だった。国旗団における社民党系の割合については上は90%、下は60%まで諸説あるが、おそらく80%から90%は社民党系だったと見られる。
そのため実質的に社民党の準軍事組織だった。後に正式に社民党の下部組織となった。国旗団は第一次世界大戦に出征した退役軍人の連合会でもあった。本部はマクデブルクにおかれた。青年組織として「青年国旗団」が存在した。

### ヴァイマル共和政の守護者として

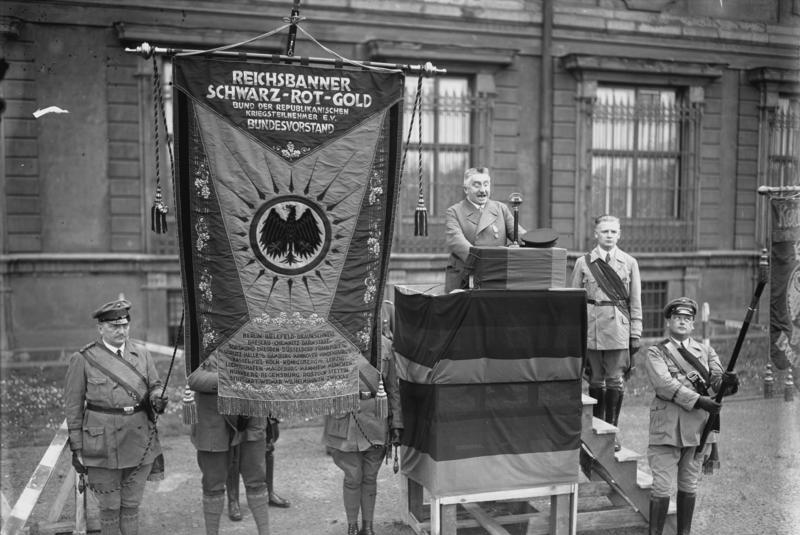
1929年8月11日、ベルリンでの国旗団の集会。演説しているのはドイツ社民党の政治家オットー・ヘーシンク。

国旗団の目的は、国家社会主義者・共産主義者・君主制復古主義者のいずれとも戦い、ヴァイマル共和政を守ることにあった。国旗団の団長である社民党の政治家オットー・ヘーシンクは「鉄兜団、青年ドイツ騎士団、ヒトラー近衛兵およびその他類似の君主主義的諸組織、そしてそれらと結託している共産主義者が共和政に挑戦している」「君主主義者と共産主義者は大企業・大土地所有者から、あるいは外国の政府から得た潤沢な資金で以って、あらゆる手段で我々に挑んでいる」「共産主義者の赤色戦線戦士同盟は、共和国あるいは我々に対するその闘争において、これら君主主義者の忠実な支援者としての己が姿を実際に示してきた」としたうえで「共産主義者や君主主義者の席は国旗団にはない」と論じた。
またヘーシンクは1931年に国旗団を「鉤十字（ナチ党）及びソビエトの星（共産党）と戦い、ヴァイマル共和政と民主主義を守護する非狂信者の防衛組織」と定義している。国旗団の隊員は1848年革命とヴァイマル憲法で定められた共和国の国旗「黒・赤・金」の守護者を自負していた（一方保守・右派勢力は帝政時代の国旗「黒・白・赤」の守護者を自負した）。
国旗団の団長ははじめヘーシンクが務め、その代理がカール・ヘルターマンだったが、後にヘルターマンが団長となった。団員数は1925年1月に300万人、1926年に350万人に達している。1932年の時点では300万人だった。この規模はナチ党の突撃隊や共産党の赤色戦線戦士同盟を大きく上回っており、ドイツ最大の準軍事組織であった。ただ団費を収めるだけの形式的な団員も多く、積極的に活動に参加する団員は100万人弱程度だったと見られる。
突撃隊や赤色戦線戦士同盟による暴力活動が拡大する中、国旗団の役割はますます重要となっていった。

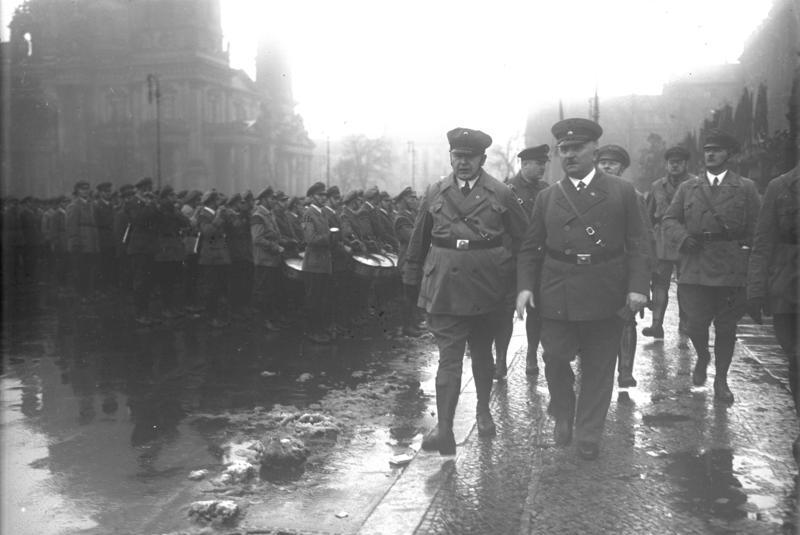
国旗団のエリート部隊防衛隊(Schufo)を閲兵するオットー・ヘーシンク。1931年2月、ベルリンのルストガルテン

1930年の国会選挙でナチ党が社民党に次ぐ第二党に躍進した。それまで共産党の赤色戦線戦士同盟との抗争に最も力を入れてきた国旗団であったが、これを機にナチ党の突撃隊との抗争に力を入れるようになった。国旗団の団長ヘルターマンは突撃隊を敵ながら見事な組織と評価し、突撃隊にならった組織再編をおこなった。まず国旗団の活動部隊を「主要隊」（Stammformationen(Stafo)）」とエリート隊員を選抜した「防衛隊」（Schutzformationen(Schufo)）」に分割。この防衛隊には1931年春の時点で25万人の隊員があった。1931年には社民党や社民党系労働組合連合のドイツ労働組合総同盟 (ADGB)や国旗団などの連携によって「鉄の戦線」が結成されたが、その中核となったのも防衛隊であった。防衛隊の隊員はグリーンのシャツにブルーの縁なし帽、黒い乗馬ズボンといった出で立ちであり、明らかにナチス突撃隊の制服に影響を受けていた。
防衛隊はナチ党が政権を掌握した際の武装蜂起を想定して訓練をおこなっていた。ナチ党政権掌握前にはヴァイマル共和政擁護派が多かった警察から警察官を軍事教官として派遣してもらい、小銃や機関銃の射撃訓練、衛生兵の養成、政治学習、野戦や市街地戦の訓練などを盛んにおこなった。負傷隊員を治療する病院や、戦闘部隊への補給センターまで備えていた。様々な武装蜂起計画も練った。たとえば国旗団のマクデブルク本部では、ナチ党が一揆か、あるいはそれに近いやり方で政権を掌握した場合、ただちに鉄道分岐点を占拠し、鉄道道路と主要道路を封鎖し、さらに橋梁を爆破し、電話線を切断することとしていた。それを可及的速やかに実行する部隊が防衛隊であった。
しかしリベラル左翼である社民党はこうした国旗団や防衛隊の「兵隊ごっこ」を好ましく思っていなかった。防衛隊結成からしばらくして党の許可なしに武器を集めることを禁止した。社民党党首オットー・ヴェルスはヴァイマル共和政が危険な事態となれば、ヴァイマル共和政を守るために警察が自ら武器を我々に供給してくれるだろうと思っていた。ヘルターマンはヴェルス以下社民党幹部のこうした言説を「弱気な言い逃れ」と批判し、党本部の意向を無視して隊員に独自に武器を集めることを許可し、防衛隊員には最低でも拳銃を所持させた。なお国旗団の武器の出所はたいてい警察だった。
1932年7月、保守派のドイツ首相フランツ・フォン・パーペンは、社民党のオットー・ブラウンが首相を務めるプロイセン州政府に対してクーデターを起こし、ブラウン以下社民党系のプロイセン州要人を強制的に追放して社民党やヴァイマル共和政派の砦としてのプロイセン州を破壊した。パーペンが非民主的なやり方でプロイセン州の政権を強奪したと判断した国旗団は武装蜂起の準備を開始したが、社民党系の労働組合である労働組合総同盟（ADGB）が武装蜂起に反対して妨害してきたため、結局断念している。

### ナチ党の政権掌握後
つづく1933年1月30日、国会で第一党を占めていたナチ党の党首アドルフ・ヒトラーがパウル・フォン・ヒンデンブルク大統領より首相に任命された。社民党にも労働組合総同盟にも国旗団にも衝撃が走った。ヘルターマンはただちに抵抗組織を編成する予定の隊員達に待機命令を出し、軍需工場から各都市の隊員たちへ武器の輸送を急がせた。社民党や労働組合総同盟の各支部にも蜂起やゼネラル・ストライキの準備に入るところが多かった。
しかし社民党党首ヴェルスはゼネストや蜂起に懐疑的で、「もろもろの決起計画、とりわけ夢想家の国旗団団長ヘルターマンの一派が主張しているような計画は素人の生兵法である。ヒトラー首相就任前まで党が立てていた蜂起計画はすべて警察が協力してくれることが前提になっていた。しかしすでに警察も国防軍もヒトラー側についている。わずかな武器で国防軍と警察と突撃隊と鉄兜団に挑もうなど正気の沙汰ではない」と一蹴した。
また与党のナチ党とドイツ国家人民党は国会で合わせて過半数近くを握っているが、社民党は全議席の五分の一強を獲得しているに過ぎなかった。第二党の野党社民党が国民から一番信任されている第一党の与党ナチ党を武力で打倒することなど民主主義を標榜する社民党には考えられなかった。そもそも国旗団からして「もし次の選挙でヒトラー内閣が多数を占めたとしても、それは民主主義的手続きに従って決定された国民の意思なのである」と論評していた。
ヒトラー内閣が誕生してまもない1933年2月1日には国会が解散され、選挙戦に突入していた。社民党は武装蜂起やゼネストを選択せず、「投票用紙でファシズムと戦う」ことを明言した。国旗団は社民党の党集会の警備にあたった。また1933年2月17日から18日にかけて国旗団はベルリンで最後の同盟総集会を開催した。社民党員や国旗団などの努力の下、3月5日の選挙で社民党は120議席で踏ん張った。しかし対するナチ党は過半数に近い288議席を獲得し、連立与党の国家人民党と合わせて半数を超えていた。
この選挙の直後にナチ党政権は国旗団と鉄の戦線の活動を禁止した。6月には社民党そのものも解散が命じられた。社民党や国旗団の残党はナチ党政権によって次々と狩られ、強制収容所へと送られていった。
国旗団の一部は地下に潜って社会民主主義のレジスタンス組織となった。ハンブルクでテオドール・ハウバッハらが組織した「社会主義戦線」などがその一例である。ハウバッハは1944年に7月20日事件に連座したとして逮捕、人民法廷にかけられ、翌45年に処刑された。

## 組織
国旗団の最高機関である団総会（Bundes Generalversammlung）から選出された団中央幹部会議（Bundesvorstand）が執行機関として最上位だった。その下に大管区（Gau）、中管区（Kreis）、小管区（Bezirk）、地区（Ortsverein）が存在し、それぞれの領域で団の運営にあたった。大管区は32個存在した。大管区と地区にはそれぞれ大管区総会（Gaukonferenz）と地区総会（Ortsvereinvorstand）があり、そこから選出された大管区幹部会議（Gauvorstand）と地区幹部会議（Ortsverein Generalversammlung）が執行機関だったが、中管区と小管区は一人の指導者（またはその代理）がいるのみで合議制ではなかった。
部隊編成は旅団（Kreis）、連隊（Bezirk）、大隊（Abteilung）、中隊（Kameradschaft）、小隊（Zug）、分隊（Gruppe）で構成される。各区分領域はそれぞれ部隊を保有し、地区では400人程度で構成される大隊を2個から5個保有していた。中管区指導者や小管区指導者は旅団や連隊の指揮官のことであった。
国旗団の一般団員は社民党系が多数を占めていたが、上級ポストの配分はドイツ民主党や中央党への配慮が見られた。中央幹部会議は「暫定会議」だった1924年の段階では社民党12名、民主党2名で構成されたが、1926年に正式に中央幹部会議が発足した際には社民党13名、民主党4名、中央党3名で構成され、1928年から1933年の解散までは社民党21名、民主党5名、中央党6名で構成された。

## 財政
国旗団の団員は団費を収めなければならなかった。1926年時点では団費は月額最低30ペニヒ以上である。その徴収は地区幹部会議があたり、50%が地区の財政となり、残り50%は大管区に上納された。募金についても同じ割合で分配される。募金についてはドイツ民主党やユダヤ人の富裕層に頼るところが大きかった。
また鉄兜団と同様にタバコ販売事業も手掛けていたが、団員の多さからして団費が財政の中心になっていたと考えられる。

## ギャラリー

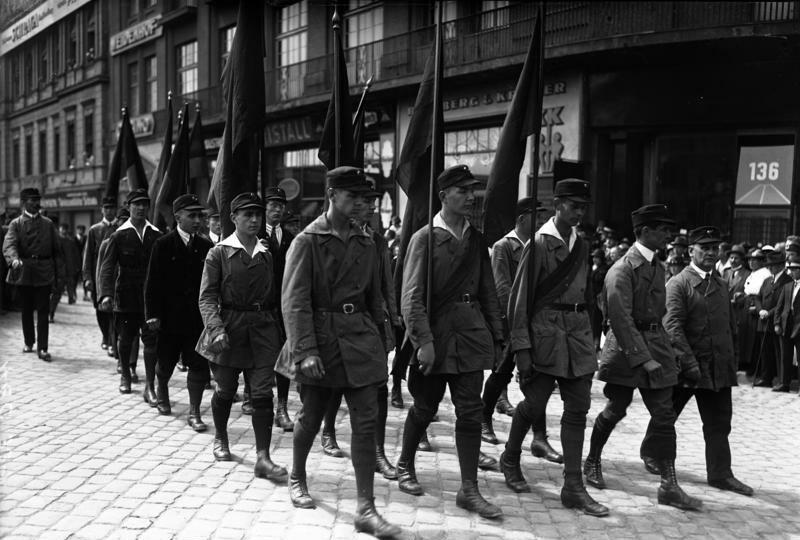
1930年のベルリン。街頭を行進する国旗団
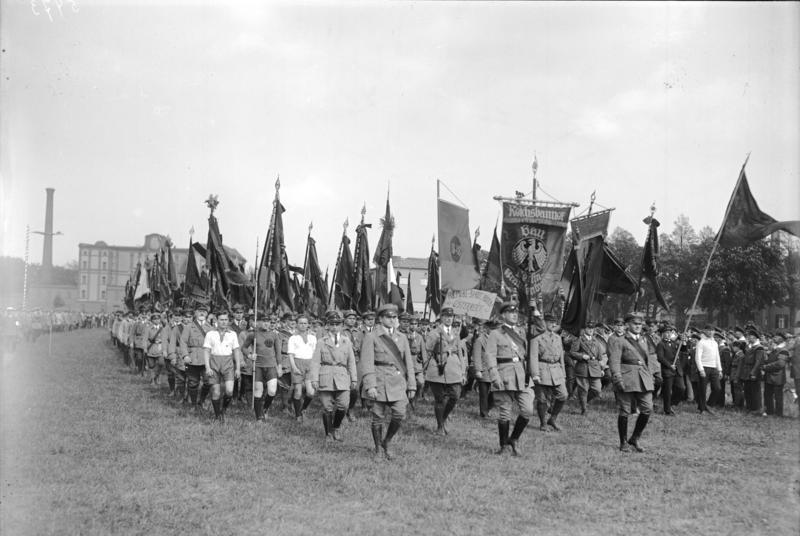
1928年5月、ブランデンブルク・アン・デア・ハーフェルでの大管区会議の際の国旗団の行進
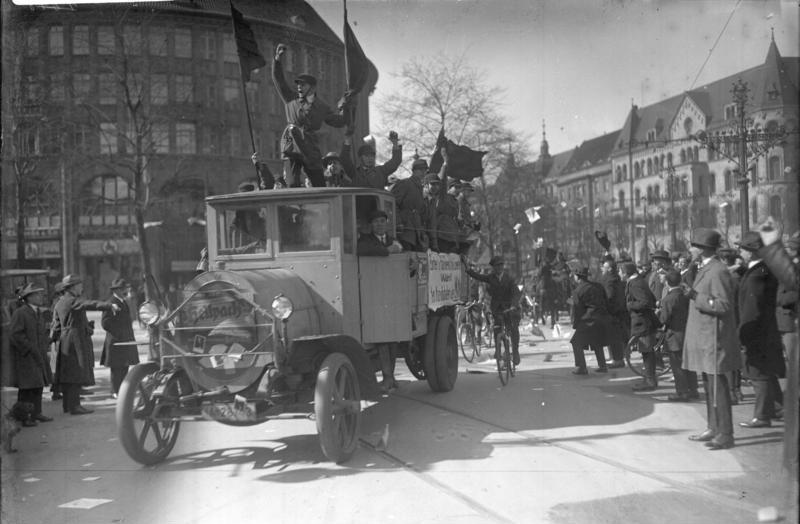
1930年8月の国会選挙で選挙活動を行う国旗団
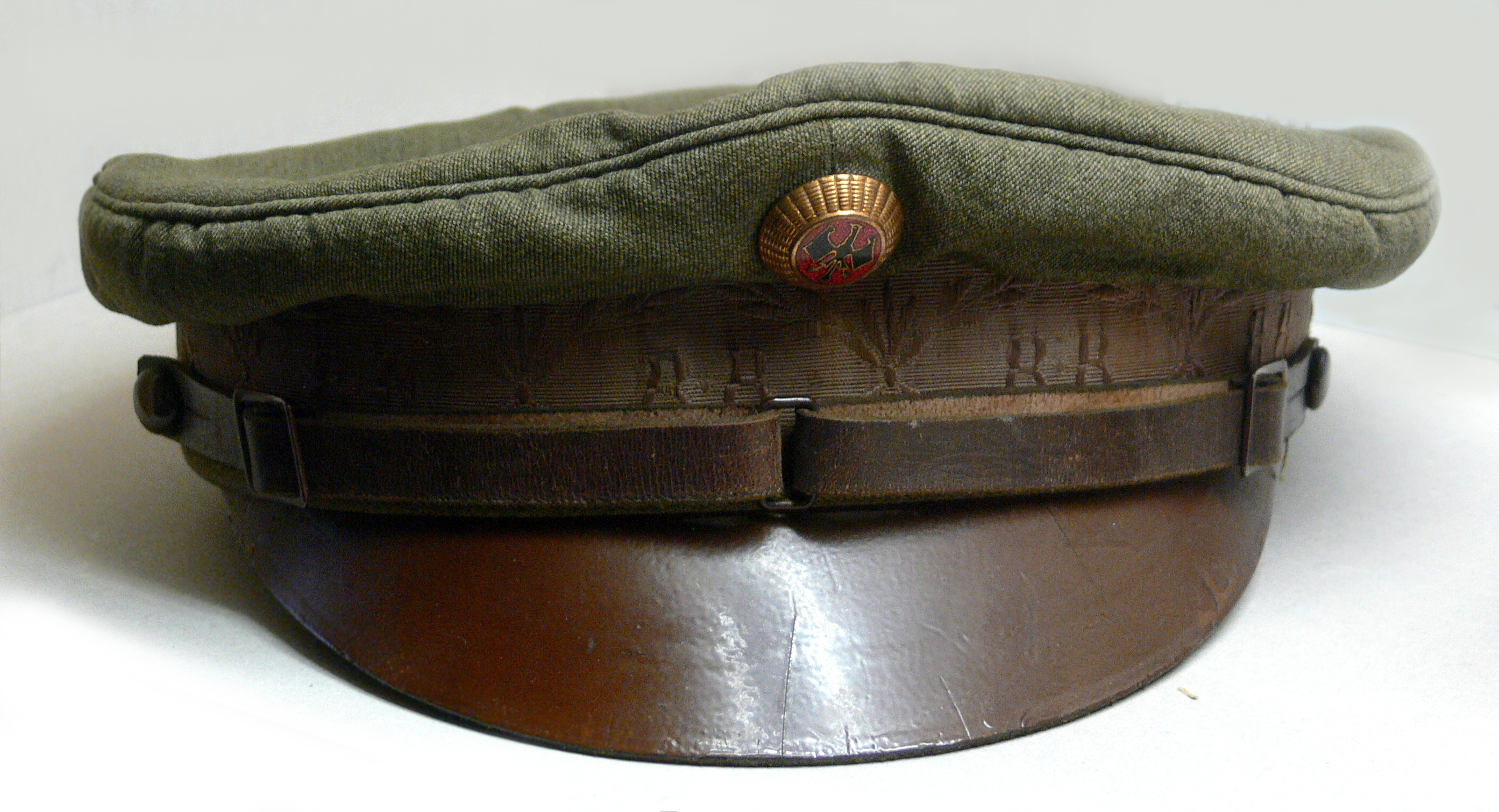
国旗団の制帽
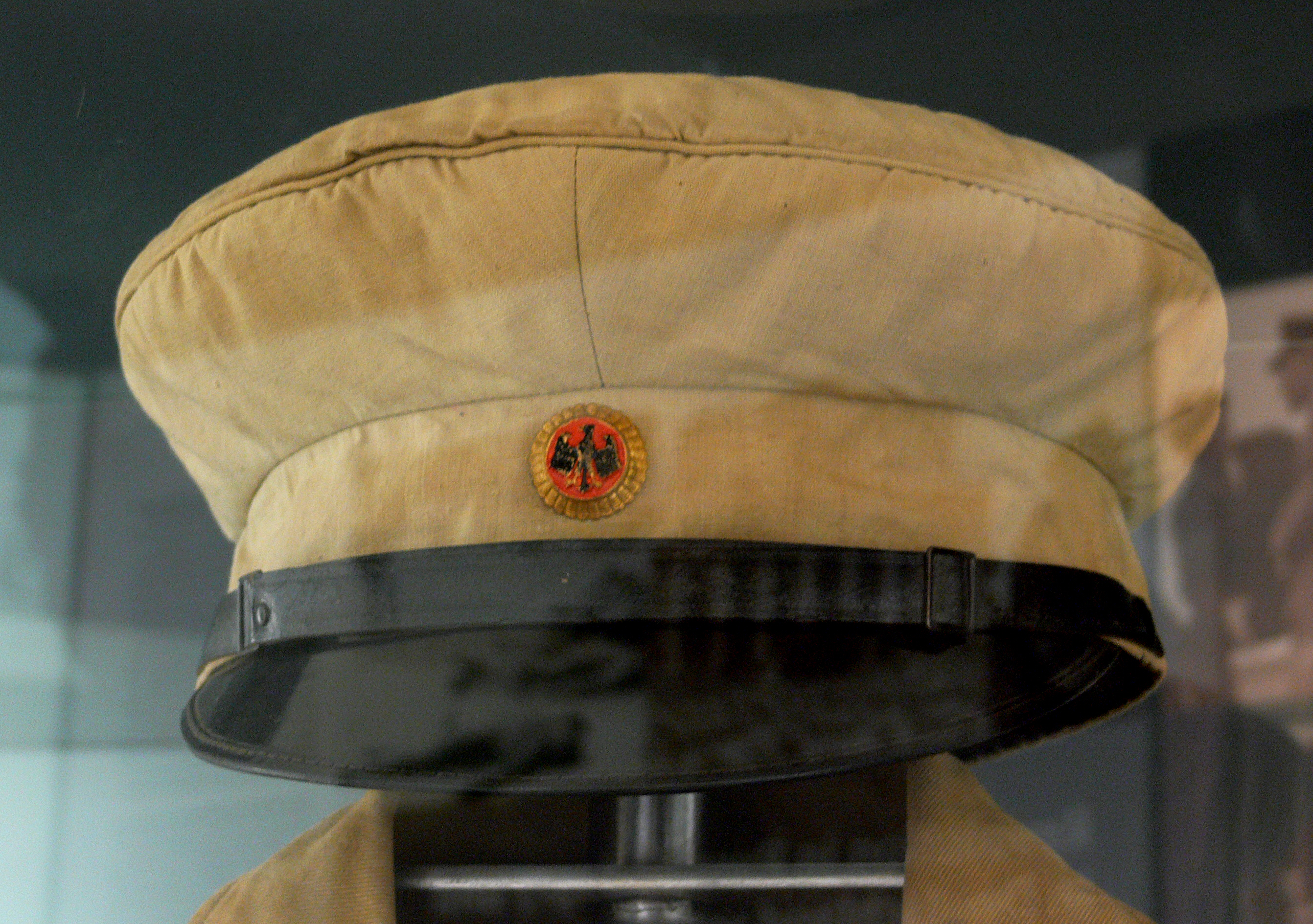
国旗団の制帽
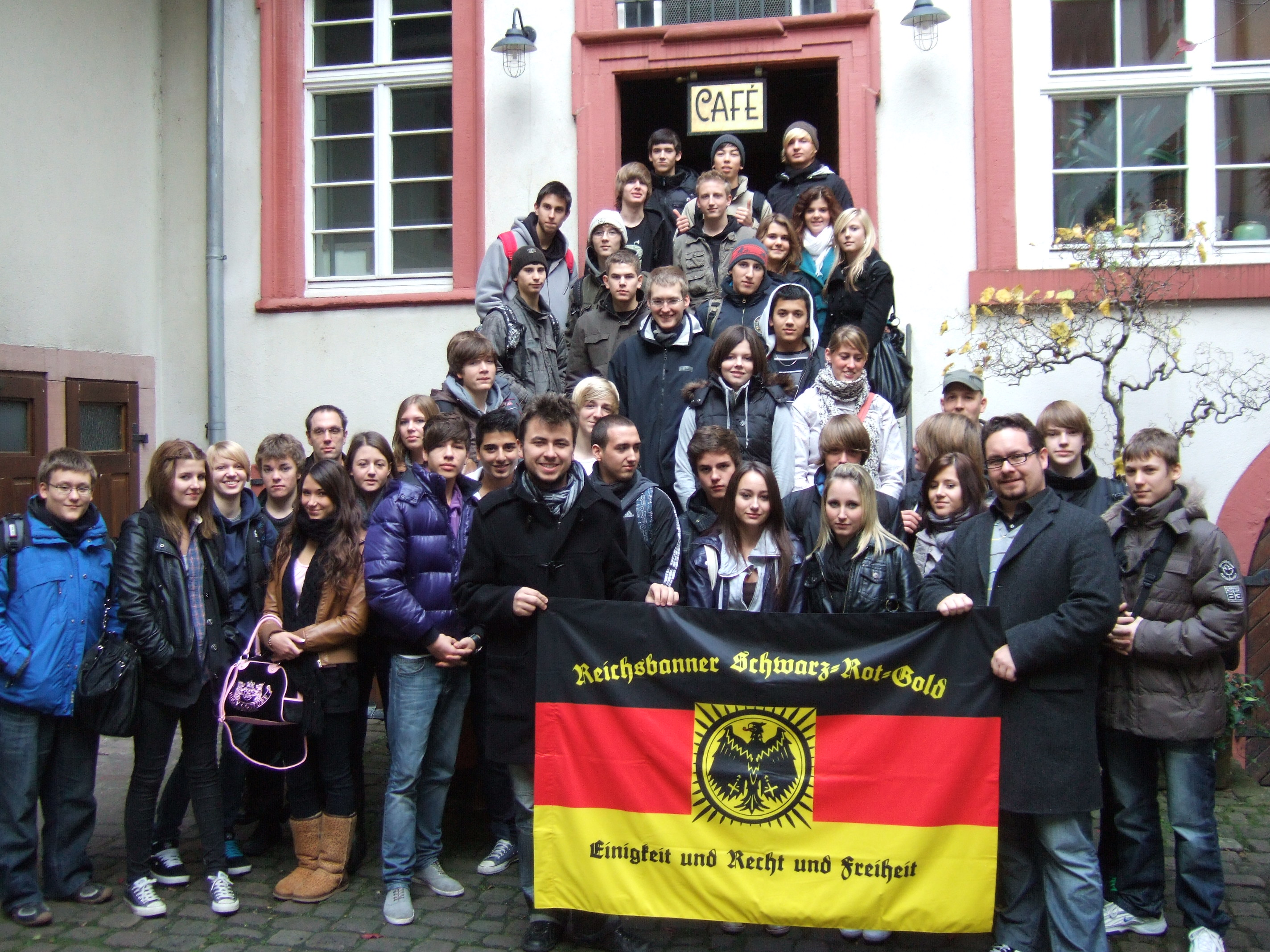
2009年11月28日、ハイデルベルクのフリードリヒ・エーベルト大統領記念館（ドイツ語版）を訪れた学生たち。国旗団の団旗と一緒に記念撮影。